# Oxetjärnet, Dalsland
Oxetjärnet är en sjö i Dals-Eds kommun i Dalsland och ingår i Göta älvs huvudavrinningsområde. Sjöns area är 0,0086 kvadratkilometer.